# Умершие в августе 2013 года
Это список известных людей, соответствующих установленным критериям значимости (см. Википедия:Критерии значимости персоналий), умерших в августе 2013 года.
Причина смерти указывается лишь в исключительных случаях (убийство, самоубийство, гибель в результате военных действий, смертная казнь, ДТП или несчастные случаи). В остальных случаях — не указывается.

## 1 августа

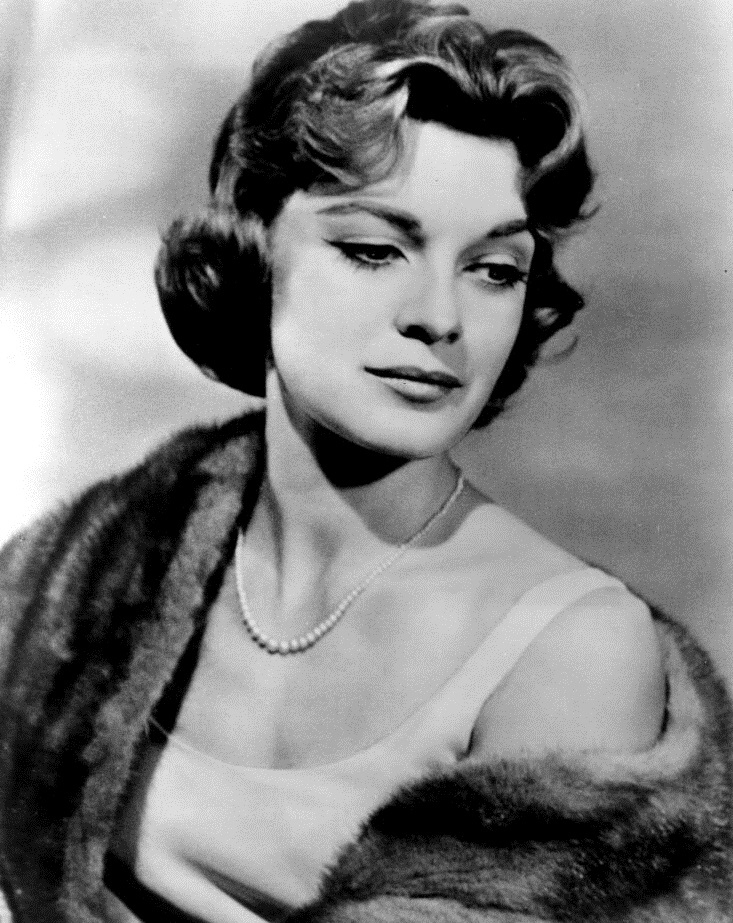
Гейл Коби

- Дерябин, Юрий Степанович (81) — заместитель Министра иностранных дел СССР (1991—1992), Чрезвычайный и Полномочный Посол РФ в Финляндии (1992—1996)[1].
- Коби, Гейл (82) — американская актриса[2].
- Макадам, Колин (61) — шотландский футболист («Рейнджерс»)[3].
- Мурадов, Алекпер Юнус оглы (65) — азербайджанский кинорежиссёр и оператор[4].
- Новак, Томаш (52) — польский боксёр, бронзовый призёр чемпионата мира (1986), бронзовый призёр чемпионата Европы (1985)[5] Архивировано 3 августа 2013 года..
- Сакс, Тоби (71) — американская виолончелистка[6].

## 2 августа

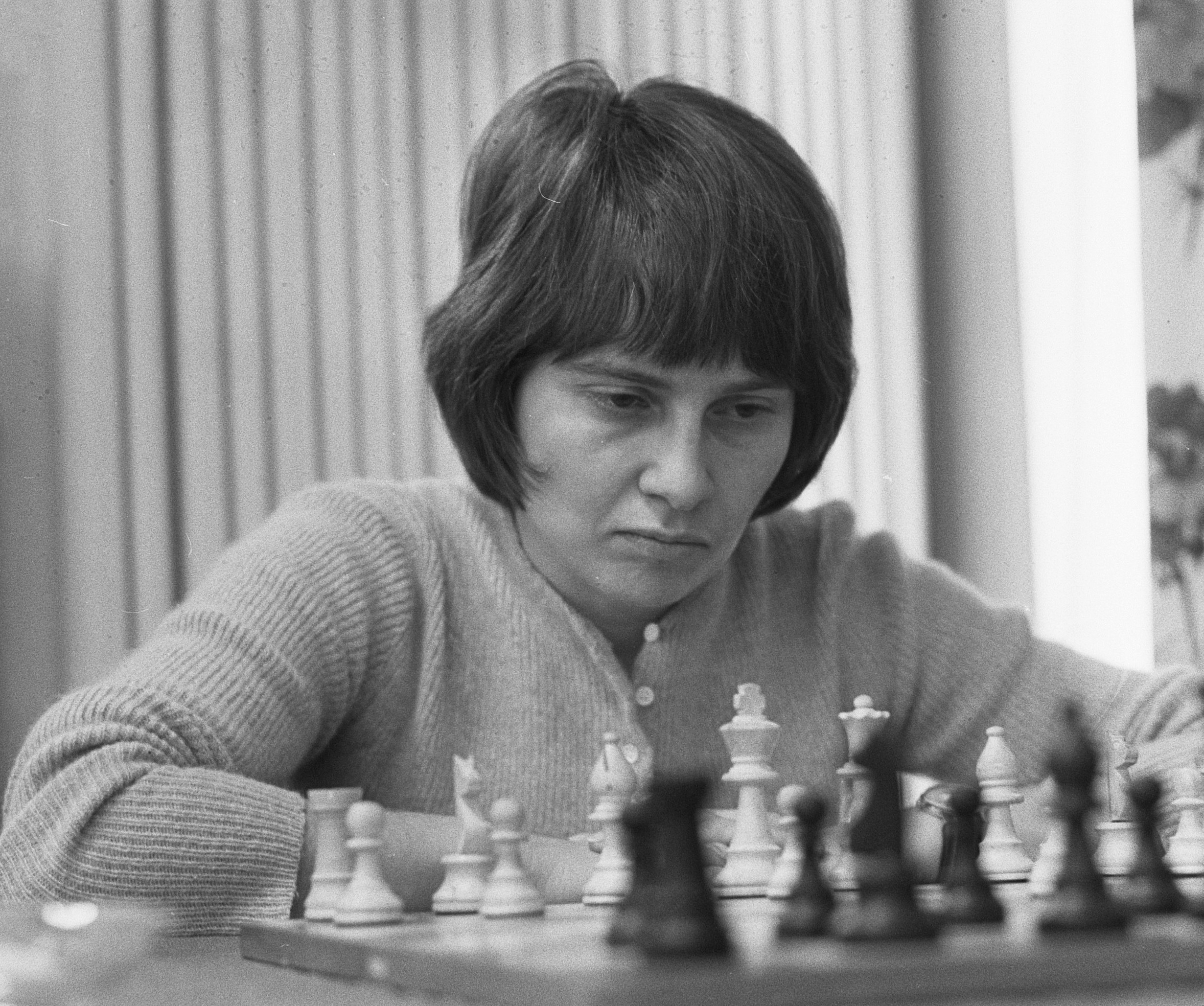
Алла Кушнир

- Адамович, Йозеф (74) — словацкий актёр («Сыновья Большой Медведицы»)[7].
- Белоусова, Мария Игнатьевна (92) — бригадир овощеводческой бригады Велижановского отделения совхоза «Новоалтайский», Герой Социалистического Труда (1966)[8].
- Гаспарян, Азат Николаевич (69) — армянский актёр театра и кино, народный артист Армении[9].
- Кушнир, Алла Шулимовна (71) — советская и израильская шахматистка, историк, археолог и педагог, нумизмат[10].
- Цветкова, Тамара Андреевна (87) — бригадир полеводческой бригады колхоза «Красный маяк» Городецкого района Горьковской области, Герой Социалистического Труда (1971)[11].
- Эрман, Курт (91) — немецкий футболист, игрок олимпийской сборной ФРГ, участник летних Олимпийских игр в Хельсинки (1952)[12].

## 3 августа
- Брежнев, Юрий Леонидович (80) — советский государственный и партийный деятель, первый заместитель министра внешней торговли СССР (1979—1983), сын Леонида Ильича Брежнева[13].
- Жиленко, Ирина Владимировна (72) — украинская поэтесса, прозаик и очеркист[14].
- Захаров, Николай Яковлевич (85—86) — капитан советского рыбопромыслового флота, Герой Социалистического Труда[15].
- Зелинский, Роман Фёдорович (78) — композитор, музыковед, фольклорист. Заслуженный деятель искусств Республики Карелии, член Союза композиторов Республики Карелии.
- Кеза, Лайна (29) — топ-модель, лауреат конкурса Мисс Африка, уроженка Руанды, проживала в Великобритании; убита сожителем[16].
- Кумбс, Джон (92) — британский менеджер команд Формулы-2 и GT, оказавший влияние на карьеру многих известных спортсменов[17].
- Палмер, Джон (77) — американский журналист, ведущий новостей на канале NBC[18].
- Сегеневич, Юлий Михайлович (74) — спортивный журналист, первый заместитель главного редактора еженедельника «Футбол» (1990-е — сер. 2000-х гг)[19].

## 4 августа

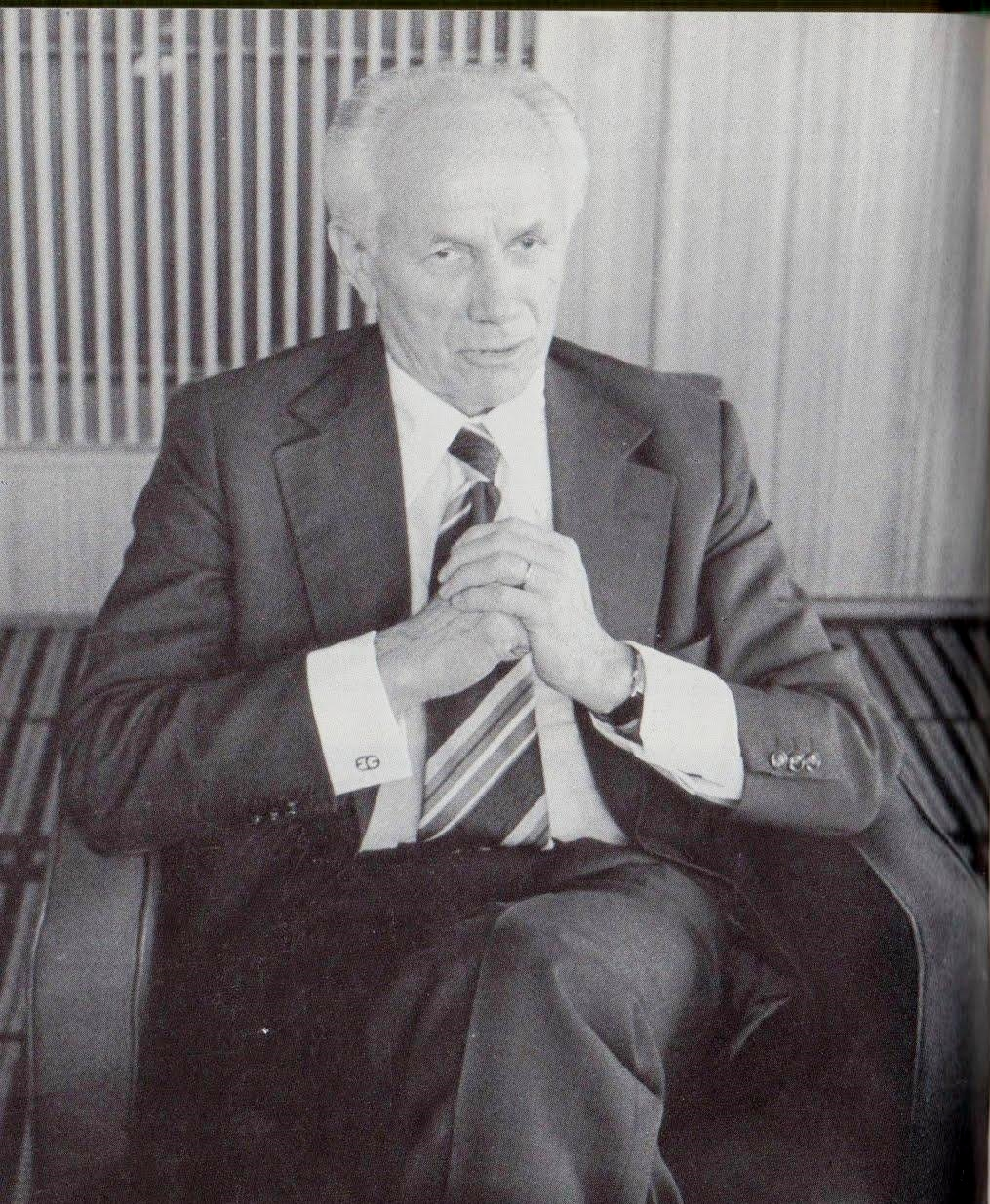
Олави Маттила

- Бекас, Шерко (73) — иракский курдский поэт[20].
- Берман, Ицхак (100) — израильский политик российского происхождения, председатель Кнессета (1980—1981), министр энергетики и водоснабжения Израиля (1981—1982)[21].
- Гелейн, Игорь Игоревич (78) — режиссёр-документалист, сын кинооператора Игоря Владимировича Гелейна[22].
- Зелинский, Роман Фёдорович (78) — российский композитор, музыковед, фольклорист[23].
- Маттила, Олави Йоханнес (94) — финский политик и дипломат, министр торговли и промышленности (1963—1964), министр иностранных дел Финляндии (1971—1972, 1975)[24].
- Поль, Шандор (45) — немецкий мотогонщик; несчастный случай на этапе чемпионата мира по гонкам на мотоциклах с коляской[25].
- Райт, Тим (61) — американский музыкант, бас-гитарист группы «Pere Ubu»[26].
- Руджеро, Ренато (83) — министр иностранных дел Италии (2001—2002)[27].
- Таргош, Станислав (65) — польский генерал, командующий воздушными силами Польши (2006—2007)[28].
- Уильямсон, Крамер (63) — американский автогонщик; авария[29].
- Уорд, Билли (20) — австралийский боксёр, представитель первой наилегчайшей весовой категории.
- Хоскинс, Генри (82) — британский фехтовальщик, двукратный серебряный призёр олимпийских игр (1960, 1964)[30].

## 5 августа

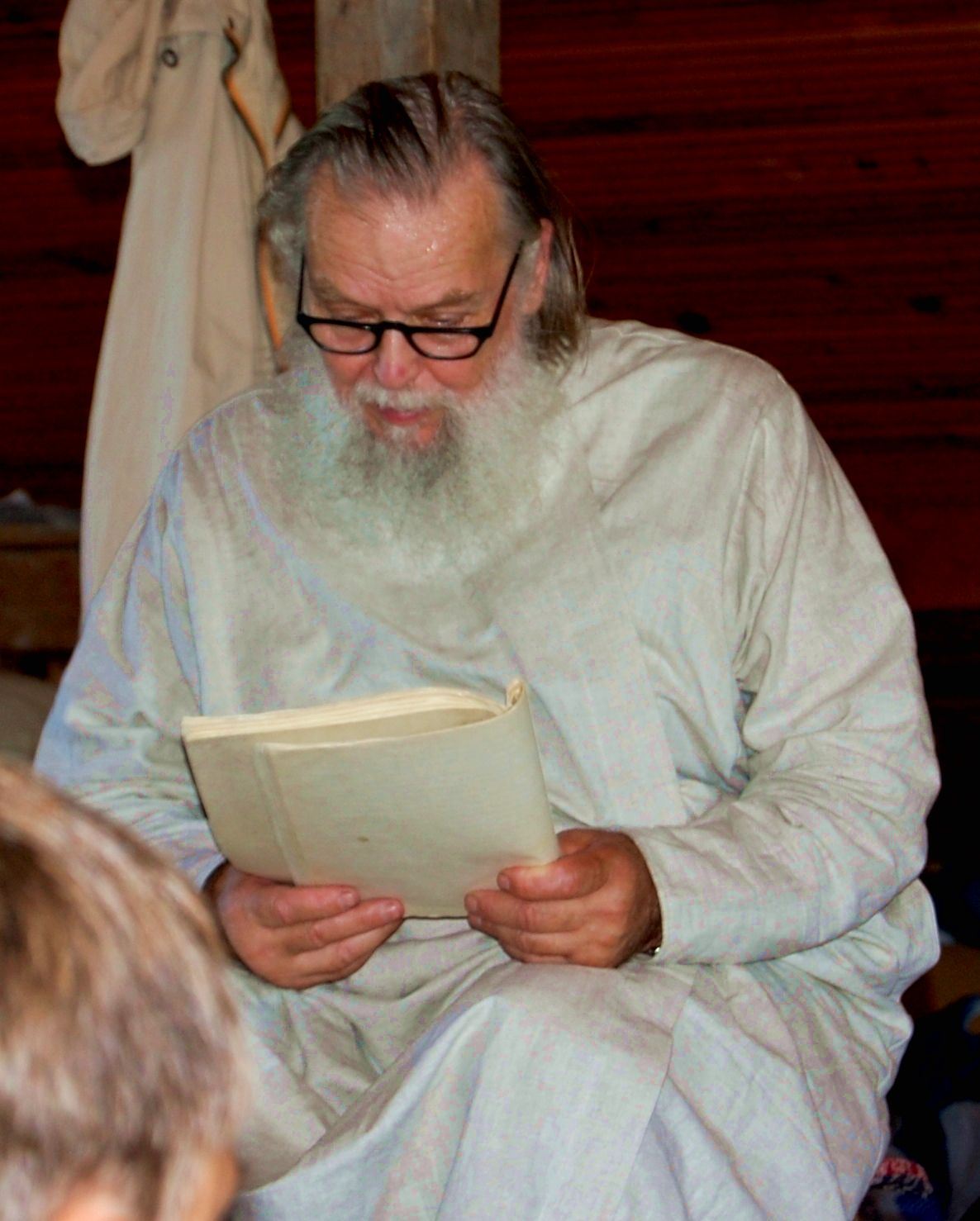
Павел Адельгейм

- Адельгейм, Павел Анатольевич (75) — священник, клирик Псковской епархии; убийство[31].
- Асава, Рут (87) — американский скульптор, японского происхождения[32].
- Баррасс, Малькольм (88) — английский футболист («Болтон Уондерерс»)[33].
- Бурр, Шон (47) — канадский хоккеист («Детройт Ред Уингз»); последствия падения[34].
- Вудвард, Джон Форстер (81) — британский адмирал, командующий соединением военно-морских сил во время Фолклендской войны[35].
- Гройсман, Дмитрий Леонидович (41) — украинский правозащитник, сооснователь винницкого представительства организации «Международная амнистия»; болезнь сердца[36].
- Дюк, Джордж (67) — американский джазовый музыкант[37].
- Кандаурова, Герта Семёновна (84) — российский физик и преподаватель, академик РАЕН (2004), профессор Уральского федерального университета[38].
- Коэльо, Жайме Луиш (97) — первый бразильский епископ и архиепископ Маринги (1956—1997)[39].
- Луиси, Эктор (93) — уругвайский дипломат, министр иностранных дел Уругвая (1967—1968), посол в США (1969—1974, 1985—1990)[40].

## 6 августа
- Бен-Хаим, Зеэв (Вольф Гольдман) (105) — израильский лингвист, специалист по семитским языкам, автор «Исторического словаря языка иврит»[41].
- Выучейский, Александр Иванович (63) — российский политический и общественный деятель, народный депутат СССР, член Верховного Совета СССР (1989—1991), президент Ассоциации ненецкого народа «Ясавэй» (1995—2001)[42].
- Гаврилова-Решитько, Милитина Васильевна (77) — российский удмуртский публицист и журналист[43].
- Корсакувна, Лидия (79) — польская актриса[44].
- Погосьян, Роберт (29) — российский автогонщик, участник российских этапов кубков по дрэг-рейсингу; ДТП[45].
- Сатюкова, Тамара Дмитриевна (84) — заведующая травматолого-ортопедическим отделением Тюменской областной клинической больницы, заслуженный врач России, Герой Социалистического Труда (1978)[46].
- Тебенчук, Евгения Маркиановна (111) — самая пожилая гражданка Украины[47].
- Уогстафф, Дейв (70) — английский футболист («Манчестер Сити», «Вулверхэмптон Уондерерс», «Блэкберн Роверс»)[48].
- Юла, Сельчук (53) — турецкий футболист, нападающий «Фенербахче» и сборной Турции[49].

## 7 августа

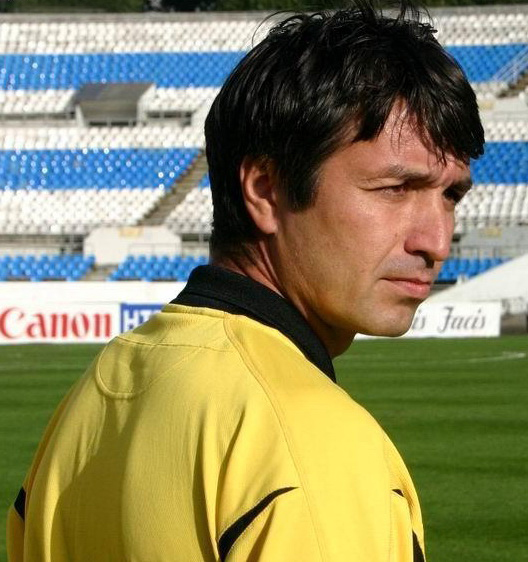
Альмир Каюмов

- Каюмов, Альмир Измайлович (48) — советский и российский футболист («Спартак» Москва), чемпион СССР (1987), футбольный арбитр; сбит автомобилем[50].
- Левчин, Рафаэль Залманович (66) — русский поэт, драматург, прозаик[51].
- Лонгин (Чернуха) (40) — архимандрит Украинской православной церкви, главный редактор «Церковной православной газеты», киносценарист; ДТП[52].
- Поусон, Энтони (60) — канадский молекулярный биолог, лауреат международная премии Гайрднера (1994), премии Киото (2008)[53].
- Рахлин, Анатолий Соломонович (75) — советский и российский тренер по дзюдо, главный тренер женской сборной России, первый тренер Владимира Путина и Аркадия Ротенберга, блокадник[54].
- Сучков, Геннадий Александрович (66) — адмирал России, командующий Тихоокеанским и Северным флотом ВМФ России[55].
- Тихонов, Василий Викторович (55) — советский и российский хоккейный тренер («Авангард»), сын хоккейного тренера Виктора Тихонова, отец хоккеиста Виктора Тихонова-младшего; падение с высоты[56].
- Шиляев, Рудольф Ростиславович (69) — российский учёный и деятель образования, доктор медицинских наук, профессор, заслуженный деятель науки Российской Федерации, ректор Ивановской государственной медицинской академии (2000—2011)[57].
- Ягубкин, Александр Геннадьевич (52) — советский боксёр, чемпион мира (1982), трёхкратный чемпион Европы (1981, 1983, 1985)[58].

## 8 августа

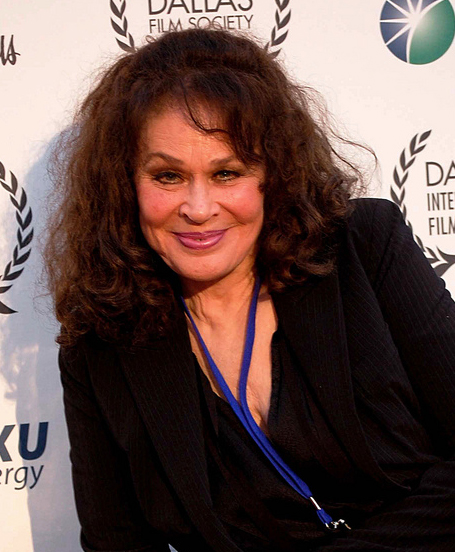
Карен Блэк

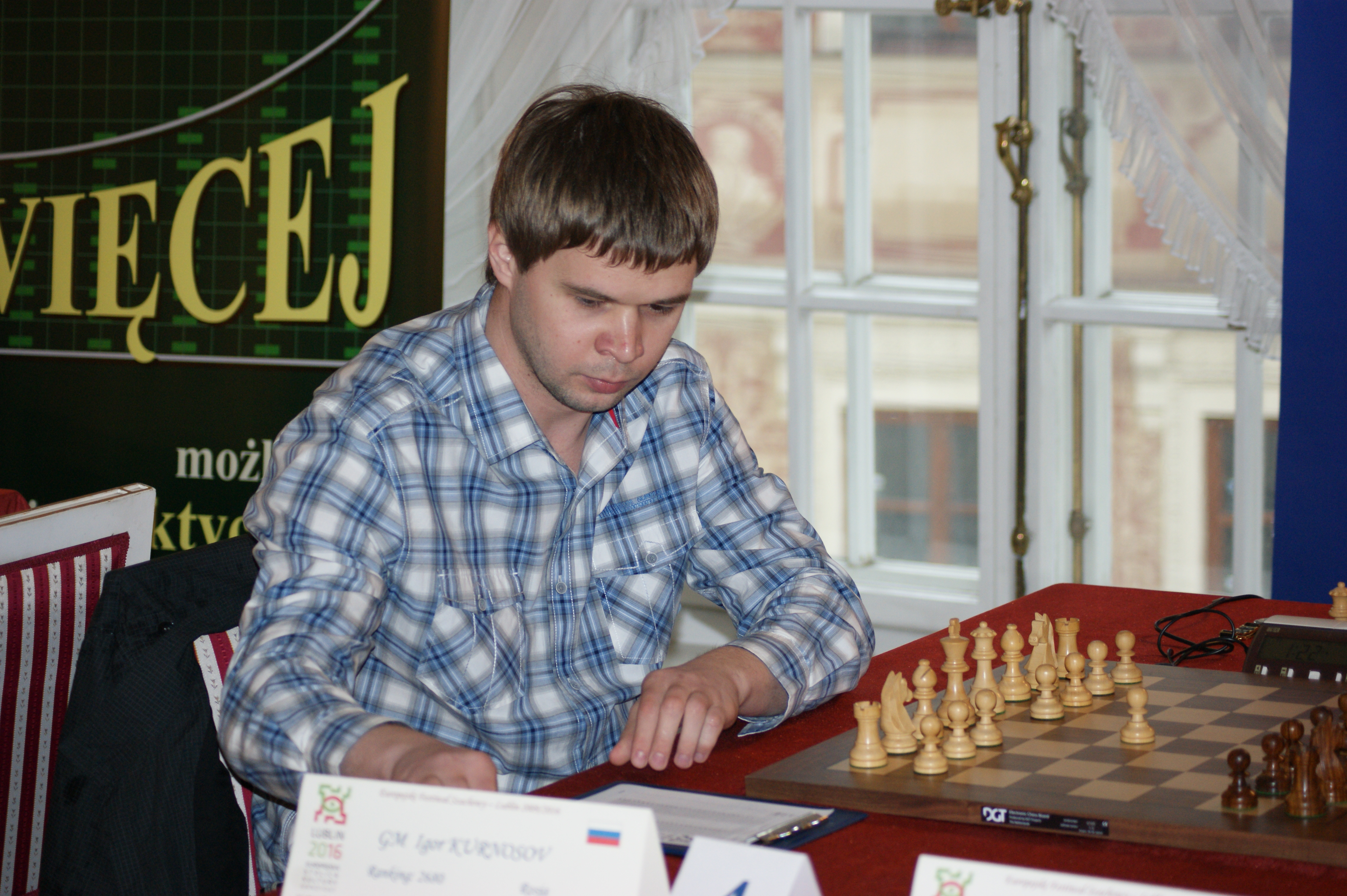
Игорь Курносов

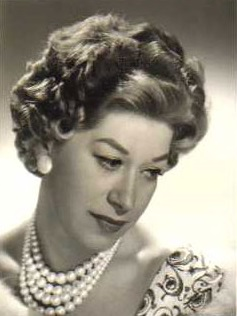
Регина Резник

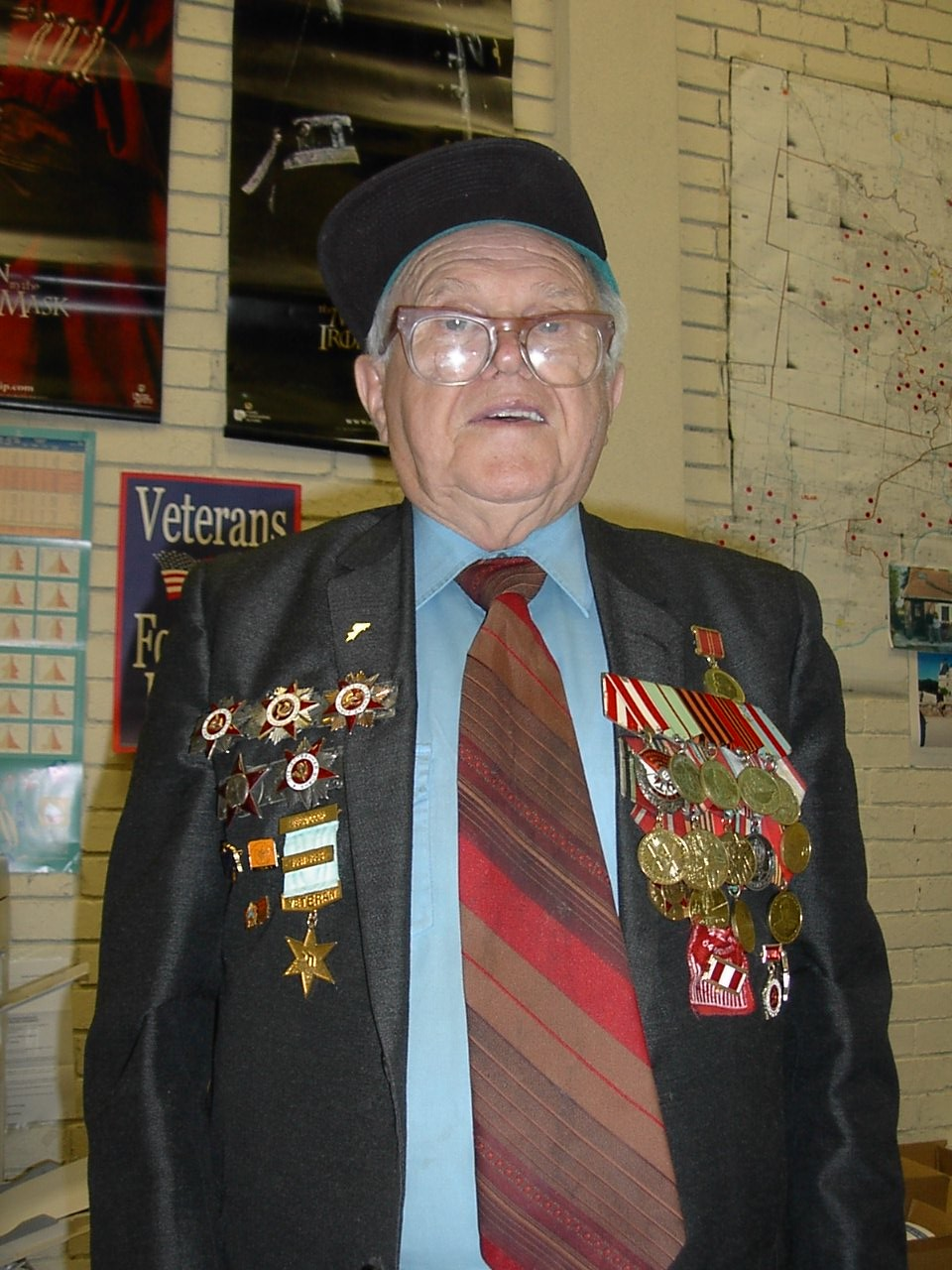
Иосиф Тепер

- Блэк, Карен (74) — американская актриса, двукратная обладательница премии «Золотой глобус» и номинантка на премию «Оскар» («Беспечный ездок», «Пять лёгких пьес», «Нэшвилл»); рак желудка[59].
- Гуревич, Семён Моисеевич (92) — преподаватель факультета журналистики МГУ, автор книг по журналистике и экономике в сфере СМИ[60].
- Даллакян, Гамлет Беглярович (93) — ветеран Великой Отечественной войны, журналист и писатель[61].
- Канаев, Магомед Олегович (62) — дагестанский спортивный журналист и комментатор, основоположник спортивной журналистики в республике, кавалер медали имени Николая Озерова[62].
- Кастро Пачеко, Фернандо (95) — мексиканский художник[63].
- Клемент, Джек (82) — американский певец и продюсер, рак[64].
- Крейчик, Йиржи (95) — чешский режиссёр и сценарист[65].
- Курносов, Игорь Дмитриевич (28) — российский шахматный гроссмейстер; ДТП[66].
- Мерц, Барбара (85) — американская писательница и учёный-египтолог[67].
- Мыреева, Татьяна Ивановна (85) — российская актриса театра и кино, заслуженная артистка Якутской АССР (1965); инсульт[68].
- Резник, Регина (90) — американская оперная певица[69].
- Рэнкин, Джон (94) — британский писатель-фантаст[70].
- Стричек, Алексей (97) — грекокатолический священник из ордена иезуитов, учёный-русист, видный деятель Католической церкви в России и в русской диаспоре[71].
- Тепер, Иосиф Зеусович (Ios Teper) (98) — ветеран Великой Отечественной войны, вице-президент викторианской (Австралия) Ассоциации Ветеранов Второй мировой войны из бывшего Советского Союза (о смерти объявлено в этот день)[72].
- Хэмилтон, Джонни (78) — шотландский футболист[73]

## 9 августа
- Базилевская, Наталия Петровна (99) — последняя дочь генерала Петра Врангеля, биограф российской эмиграции[74].
- Богунова, Наталия Васильевна (65) — советская актриса театра и кино («Большая перемена»)[75].
- Викулов, Владимир Иванович (67) — советский хоккеист, двукратный олимпийский чемпион (1968, 1972) и семикратный чемпион мира[76].
- Дашевский, Геннадий Наумович (55) — директор театра «Школа современной пьесы»; инфаркт[77].
- Копанёв, Николай Александрович (56) — историк, заведующий Центром изучения эпохи Просвещения (Библиотека Вольтера)[78].
- Лобач, Анатолий Фёдорович (67) — российский актёр, народный артист Удмуртии[79].
- Опанасенко, Галина Васильевна (70) — российская и украинская актриса театра и кино[80].
- Перес, Эдди (73) — пуэрто-риканский музыкант, лауреат премии «Грэмми»[81].
- Речкеман, Аркадий Исакович (76) — украинский тренер по тяжёлой атлетике, заслуженный тренер СССР (1976), судья международной категории (1992)[82].
- Тавариш Родригиш, Урбану (89) — португальский писатель[83].
- Шусетт, Гэри (72) — американский продюсер («Луна над Парадором»)[84].

## 10 августа

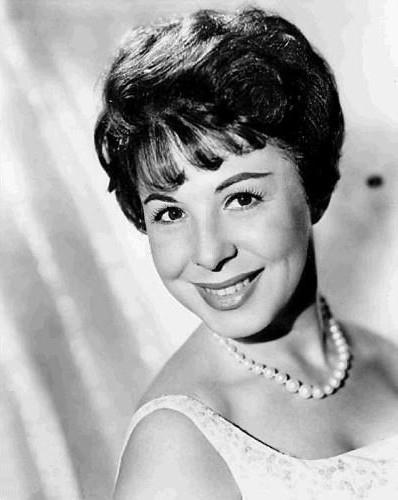
Эйди Горме

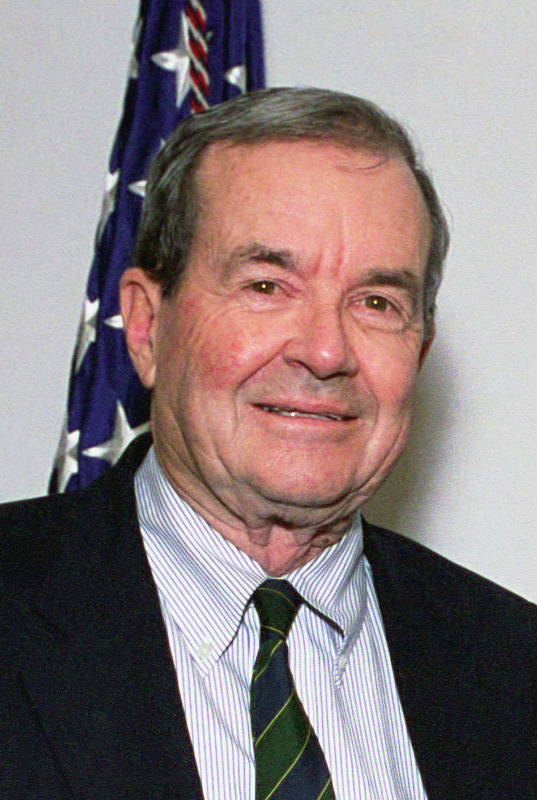
Уильям Кларк

- Баранов, Дмитрий (38) — генеральный директор продюсерского центра «Спамаш», продюсер белорусской эстрадной певицы Алёны Ланской; остановка сердца[85].
- Горме, Эйди (84) — американская певица и киноактриса[86].
- Джонс, Дэвид Чарльз (92) — американский генерал, начальник штаба воздушных сил США (1974—1978), председатель Объединённого комитета начальников штабов (1978—1982)[87].
- Катаев, Сергей Михайлович (58) — российский журналист, основатель телевидения Сургута, президент телекомпании «Сургутинерновости» (1990—2013)[88].
- Кларк, Уильям (81) — американский политик, советник президента США по национальной безопасности (1982—1983), министр внутренних дел США (1983—1985)[89].
- Косякин, Константин Юрьевич (66) — член совета и исполкома «Левого фронта»[90].
- Ли Говэй (95) — гонконгский банкир и филантроп, президент Hang Seng Bank (1983—1996)[91].
- Приселков, Сергей Александрович (65) — советский и российский актёр театра и кино, заслуженный артист РСФСР[92].
- Сомдет Пра Буддачарая (85) — Верховный буддистский патриарх Таиланда (2004—2013)[93].
- Хаджи (67) — канадская актриса[94].
- Чижик-Чатари, Ласло (98) — венгерский нацист, обвиняемый в военных преступлениях, пневмония[95].

## 11 августа
- Бигналл, Боб (91) —австралийский футболист, капитан сборной Австралии по футболу на летних Олимпийских играх в Мельбурне (1956)[96].
- Гернер, Элиза (92) — хорватская актриса[97][98].
- Даниеле, Рик (65) — итальянский певец; сердечный приступ[99].
- Делиль, Раймон (70) — французский велогонщик[100].
- Корнфелд, Льюис (97) — президент сети магазинов электроники RadioShack (1970—1981), который вывел на массовый рынок один из первых персональных компьютеров TRS-80[101].
- Полич, Генри (68) — американский актёр[102].
- Солдатенков, Александр Михайлович (86) — заместитель генерального конструктора Государственного научно-производственного ракетно-космического центра «ЦСКБ-Прогресс» (1996—2006), Герой Социалистического Труда[103].
- Судаков, Константин Викторович (81) — основатель и первый директор научно-исследовательского института нормальной физиологии имени П. К. Анохина (1974—2008), академик РАМН[104].
- Темеш, Юдит (82) — венгерская пловчиха, чемпионка летних Олимпийских игр в Хельсинки (1952) в эстафете 4×100 метров вольным стилем[105].
- Херц, Ширли (87) — американский публицист, лауреат премии «Тони» (2009)[106].

## 12 августа

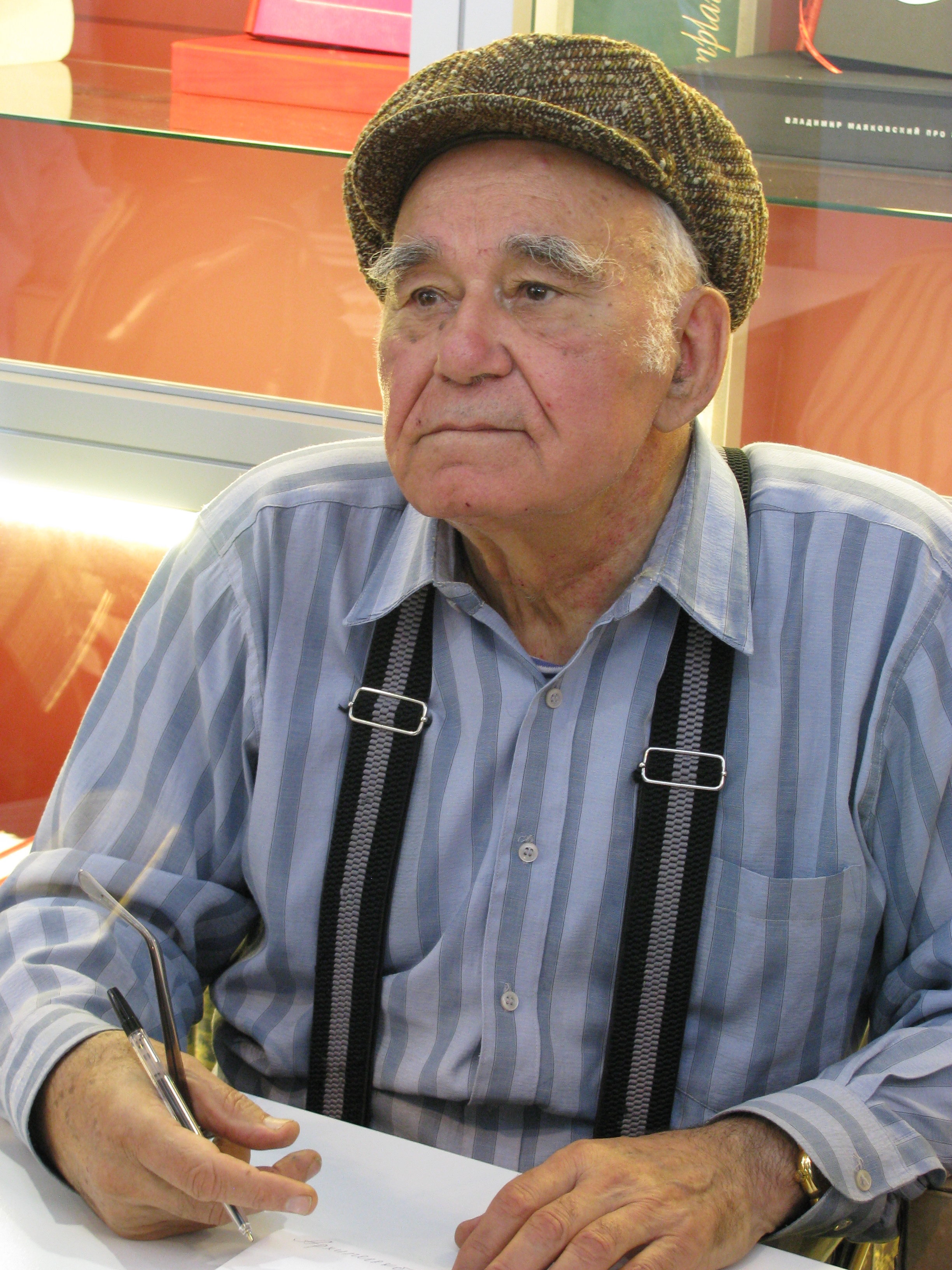
Василий Песков

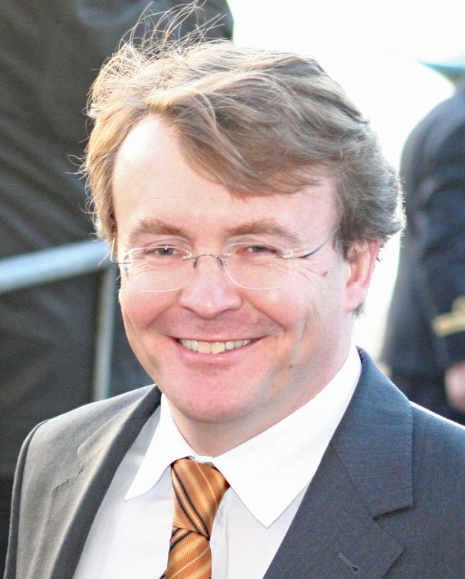
Фризо Оранско-Нассауский

- Букэтару, Виктор Петрович (64) — советский и молдавский кинорежиссёр[107]
- Венков, Спас (84) — болгарский и австрийский оперный певец (тенор)[108].
- Глазов, Олег Леонидович (72) — заслуженный тренер СССР по фехтованию, главный тренер мужской сборной команды России[109].
- Добрянский, Виктор Леонтьевич (76) — основатель крупнейшего в Европе промышленного рынка «Седьмой километр» (Одесса), заслуженный работник сельского хозяйства Украины[110].
- Кикоть, Владимир Яковлевич (61) — российский государственный деятель, руководитель Управления Президента Российской Федерации по вопросам государственной службы и кадров[111].
- Маклечи, Дэвид — британский политик, лидер Шотландской консервативной партии (1999—2005)[112].
- Маспонс, Ориоль (84) — испанский фотограф и фотоиллюстратор[113].
- Осташко, Николай Андреевич (78) — российский тренер по тяжёлой атлетике, заслуженный тренер России[114].
- Песков, Василий Михайлович (83) — советский писатель, журналист, путешественник и телеведущий программы «В мире животных»[115].
- Уоллес, Эми (58) — американская писательница[116].
- Фризо Оранско-Нассауский (44) — член королевской семьи Нидерландов[117].
- Шатило, Михаил Федосеевич (93) — Герой Советского Союза.
- Шебалин, Дмитрий Виссарионович (83) — советский альтист, участник Квартета имени Бородина, народный артист РСФСР (1974), сын композитора Виссариона Шебалина[118].

## 13 августа

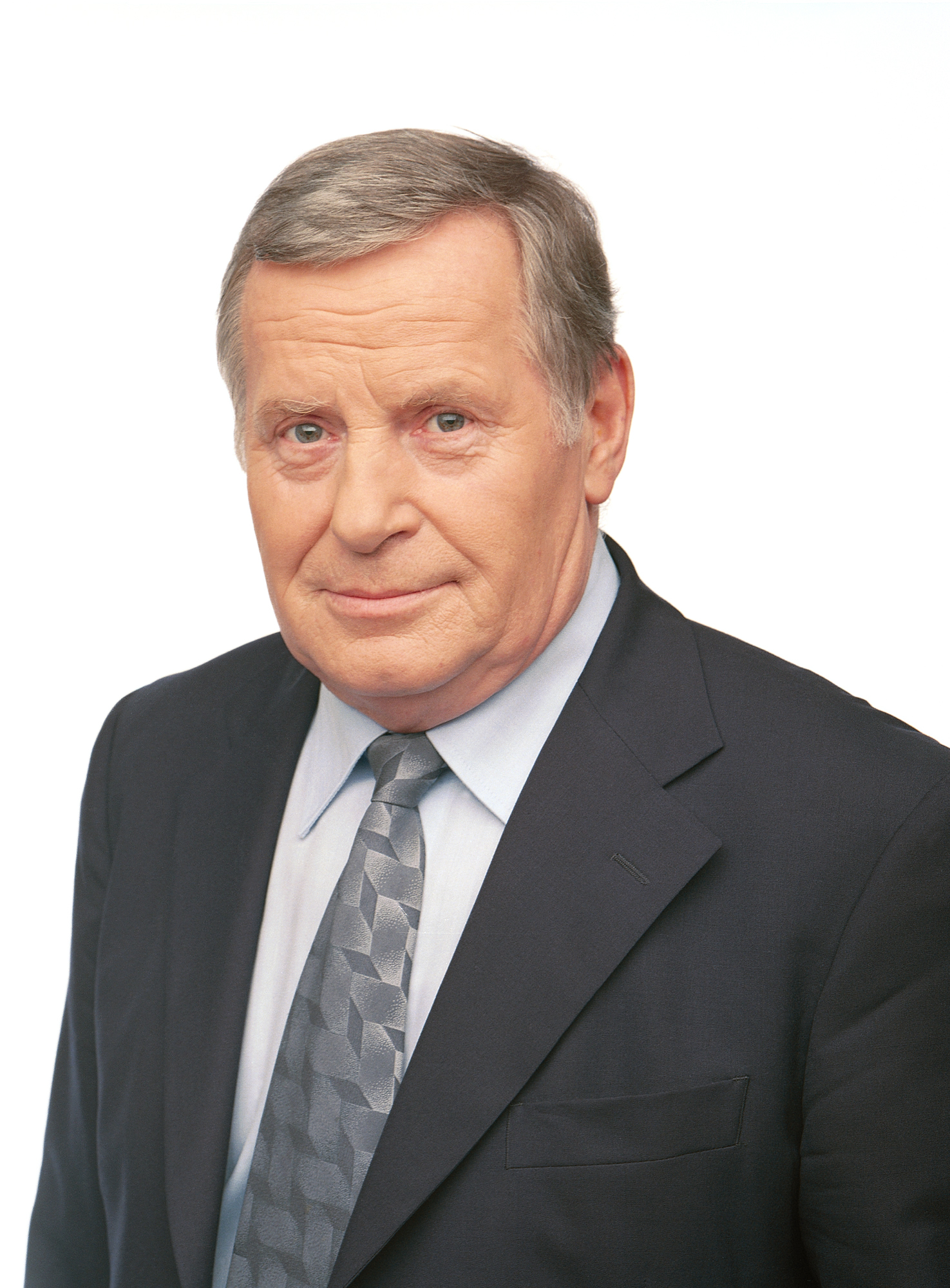
Лотар Биски

- Албул, Анатолий Михайлович (77) — советский борец вольного стиля, призёр Олимпийских игр (1960), чемпион мира и СССР, заслуженный мастер спорта СССР[119].
- Ахлюстина, Татьяна Эдуардовна (64) — актриса Екатеринбургского театра кукол и кино, заслуженная артистка России[120].
- Биски, Лотар (71) — немецкий политик, председатель Партии демократического социализма (1993—2000, 2003—2007), председатель Левой партии (2007—2010), председатель партии Европейские левые (2007—2010), депутат Европейского парламента (2009—2012)[121].
- Брукс, Джон (44) — американский музыкант, ударник группы «The Charlatans»; опухоль мозга[122].
- Венсан, Жан (82) — французский футболист и тренер, бронзовый призёр чемпионата мира (1958), старший тренер «Нанта» (1976—1982) и сборной Камеруна (1982)[123].
- Кузьмин, Валентин Степанович (78) — заслуженный тренер РСФСР по лёгкой атлетике[124].
- Лара, Альфонсо (67) — чилийский футболист, участник чемпионата мира 1974 года[125].
- Садогава, Дзюн (34) — японский мангака (Muteki Kanban Musume)[126].
- Семенюк, Александр — украинский художник, главный художник Ивано-Франковского академического областного музыкально-драматического театра имени Ивана Франко, заслуженный деятель искусств Украины[127].
- Таумоепеау-Тупоу, Сонатане (70) — министр иностранных дел (2004—2009) и и. о. министра обороны (2005) Тонга[128].
- Шипош, Эдит (38) — венгерская ватерполистка, чемпионка мира (1994); опухоль мозга[129].

## 14 августа
- Альмо, Джия (29) — американская актриса и фотомодель; самоубийство[130].
- Дин, Мик (61) — оператор британского телеканала Sky News; убит в Каире[131].
- Кажаров, Альберт Хатуевич (48) — член Совета Федерации России (2009—2013), руководитель администрации президента Кабардино-Балкарии (2006—2009); ДТП[132].
- Келли, Лиза Робин (43) — американская актриса[133].
- Керестеш, Шандор (94) — венгерский политик, первый президент возрождённой Христианско-демократической народной партии (1989—1990)[134].
- Климычев, Борис Николаевич (83) — российский томский писатель, председатель правления писательской организации Томской области (1996—2006), почётный гражданин города Томска[135].
- Колесников, Юрий Антонович (Иойна Тойвович Гольдштейн) (91) — писатель, полковник КГБ, разведчик, участник Великой Отечественной войны, Герой России[136].
- Ланье, Аллен (66) — американский музыкант, один из основателей и гитарист группы «Blue Öyster Cult»[137].
- Мартино, Лучано (79) — итальянский продюсер, сценарист и режиссёр[138].
- Пауэр, Падди (84) — ирландский политик, министр промышленности, торговли и туризма и министр обороны (1982)[139].
- Саттон, Марк (42) — британский каскадёр, дублёр Джеймса Бонда на открытии Лондонской Олимпиады[140].

## 15 августа

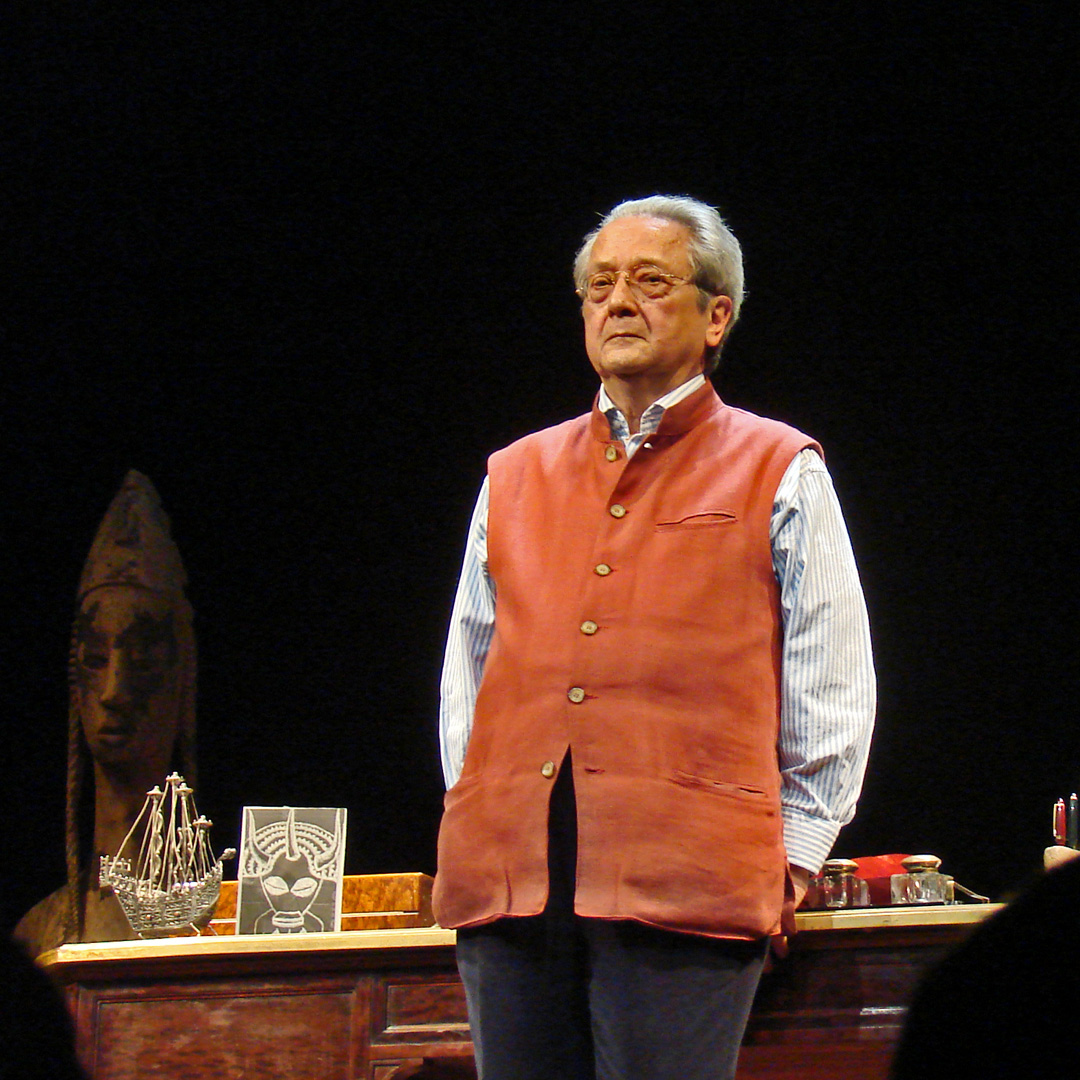
Жак Вержес

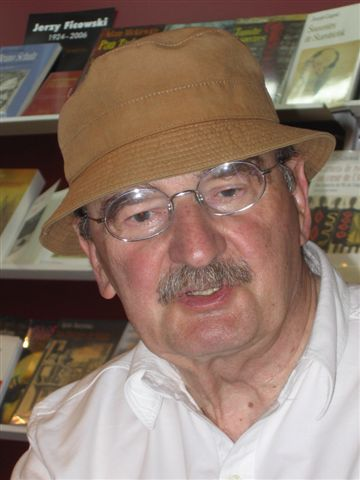
Славомир Мрожек

- Анцышкин, Валерий Валентинович — советский и казахстанский танцор и балетмейстер[141].
- Бабаян, Абрам — мэр Арарата[142].
- Булышев, Валерий Павлович (74) — советский спортсмен-бегун, победитель Спартакиады народов СССР (1959, 1963), участник Олимпийских игр (1960, 1964), многократный чемпион и рекордсмен СССР в беге на 600 м, 800 м, 1000 м, в эстафетах 4×400 м и 4×800 м[143].
- Вержес, Жак (88) — французский юрист, адвокат на процессе Слободана Милошевича[144].
- Ланс, Берт (82) — американский государственный служащий, директор Административно-бюджетного управления США (1977), советник президента США Джимми Картера[145].
- Ливингстон, Уильям (93) — американский политолог, Президент Техасского университета в Остине (1992—1993)[146].
- Мера, Росалия (69) — испанская предпринимательница и общественная деятельница, самая богатая женщина Испании, совладелица бренда «Zara»; инсульт[147].
- Мрожек, Славомир (83) — польский писатель и драматург[148].
- Павел (Лингрис) (93) — митрополит Мемфисский (с 1998 г.) Александрийской православной церкви[149].
- ас-Сумайт, Абд ар-Рахман — мусульманский африканский религиозный и общественный деятель[150].
- Шелленберг, Август (77) — американский актёр; рак лёгких[151].
- Шрестха, Марич Ман Сингх (71) — премьер-министр Непала (1986—1990)[152] Архивная копия от 20 августа 2013 на Wayback Machine.

## 16 августа
- Новиков, Константин Иванович (71) — основатель саратовской Ассоциации рукопашного боя, мастер спорта СССР[153].
- Рис, Дэвид (95) — британский математик[154].
- Родионов, Александр Михайлович (68) — российский алтайский писатель, публицист и краевед[155].
- Скаратти, Франческо (74) — итальянский футболист, обладатель кубка Италии по футболу (1969)[156]
- Хагур, Асфар Пшиканович (54) — премьер-министр Республики Адыгеи (2004—2006)[157].

## 17 августа
- Арнон, Юдит (81) — израильский хореограф, основательница и художественный руководитель (1970—1996) танцевального ансамбля «Киббуц»[158].
- Гражис, Бронюс (79) — литовский актёр и режиссёр[159].
- Лелюх, Владимир Денисович — основатель и руководитель нижегородской школы олимпиадного программирования, подготовивший призёров и победителей международных олимпиад по информатике[160].
- Лэндис, Дэвид — американский экономист, академик Национальной академии наук США (с 1983)[161].
- Мвила, Бенджамин (70) — замбийский политик, министр обороны (1991—1997)[162].
- Росиконь, Антони (106) — инженер-железнодорожник, старейший профессор Польши на момент смерти[163].
- Трегубов, Сергей Васильевич (55) — российский краснодарский актёр, сценарист и театральный режиссёр[164].
- Холландер, Джон (83) — американский поэт, филолог, литературный критик, переводчик с идиша[165].
- Часовитин, Дмитрий Николаевич (56) — заведующий кафедрой методики фортепианного исполнительства и педагогики Санкт-Петербургской государственной консерватории им. Н. А. Римского-Корсакова, Заслуженный артист РФ[166].
- Шаяхметов, Багдат Мухаметович (66) — казахстанский хозяйственный деятель, директор Усть-Каменогорского титано-магниевого комбината, Герой Труда Казахстана[167].
- Якоби, Клаус (86) — немецкий журналист, главный редактор «Der Spiegel» (1962—1968)[168].

## 18 августа

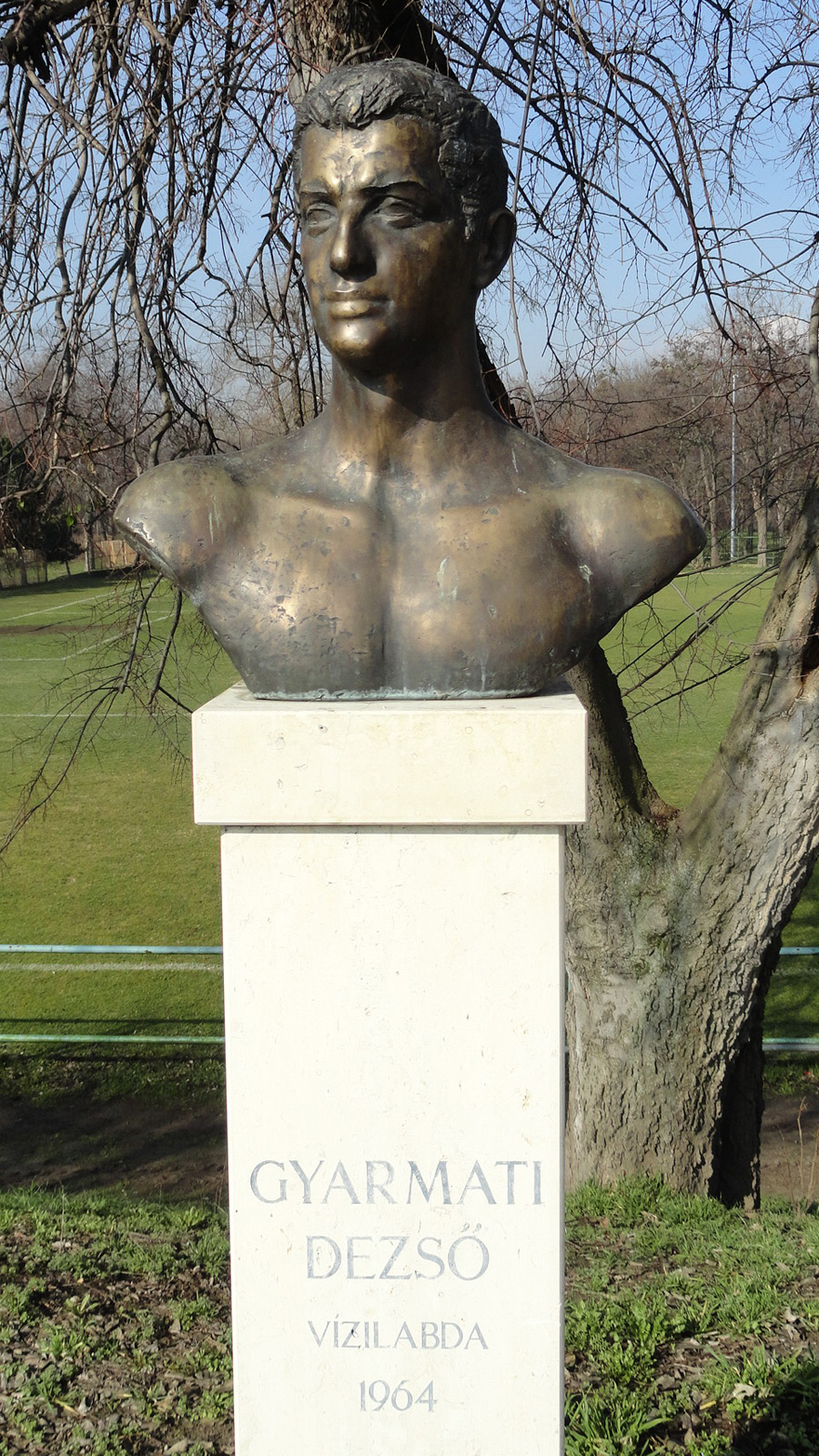
Дежё Дьярмати

- Бартон, Кристофер (85) — британский гребец, серебряный призёр летних Олимпийских игр в Лондоне (1948) в гребле на восьмёрке[169].
- Весенлюнд, Рольв (76) — норвежский актёр[170].
- Дьярмати, Дежё (85) — венгерский ватерполист, трёхкратный олимпийский чемпион (1952, 1956, 1964), двукратный призёр Олимпийских игр (1948, 1960), двукратный чемпион Европы (1954, 1962)[171].
- Кан, Жан (84) — президент Европейского еврейского конгресса (1991—1996), вице-президент Всемирного еврейского конгресса[172].
- Виктория Евгения Фернандес де Кордоба (96) — испанская аристократка, 18-я герцогиня Мединасели (1956—2013)[173].
- Мастер, Эдит (80) — американская спортсменка, бронзовый призёр летних Олимпийских игр в Монреале (1976) по выездке[174].
- Мецгер, Гюнтер (80) — немецкий политик, мэр Дармштадта (1981—1993)[175].
- Моланд, Хьёстольв (32) — норвежский офицер, осуждённый в Демократической Республике Конго за убийство и шпионаж, самоубийство[176].
- Чоабэ, Флорин (58) — румынский цыганский общественный деятель, самопровозглашённый «король всех цыган»[177].
- Некрасов, Павел (45) — рок-вокалист. Участник групп Джекер, Валькирия и Понтий Пилат[178].
- Экен, Реха (87) — турецкий футболист и футбольный тренер, участник Олимпийских игр (1948)[179].

## 19 августа

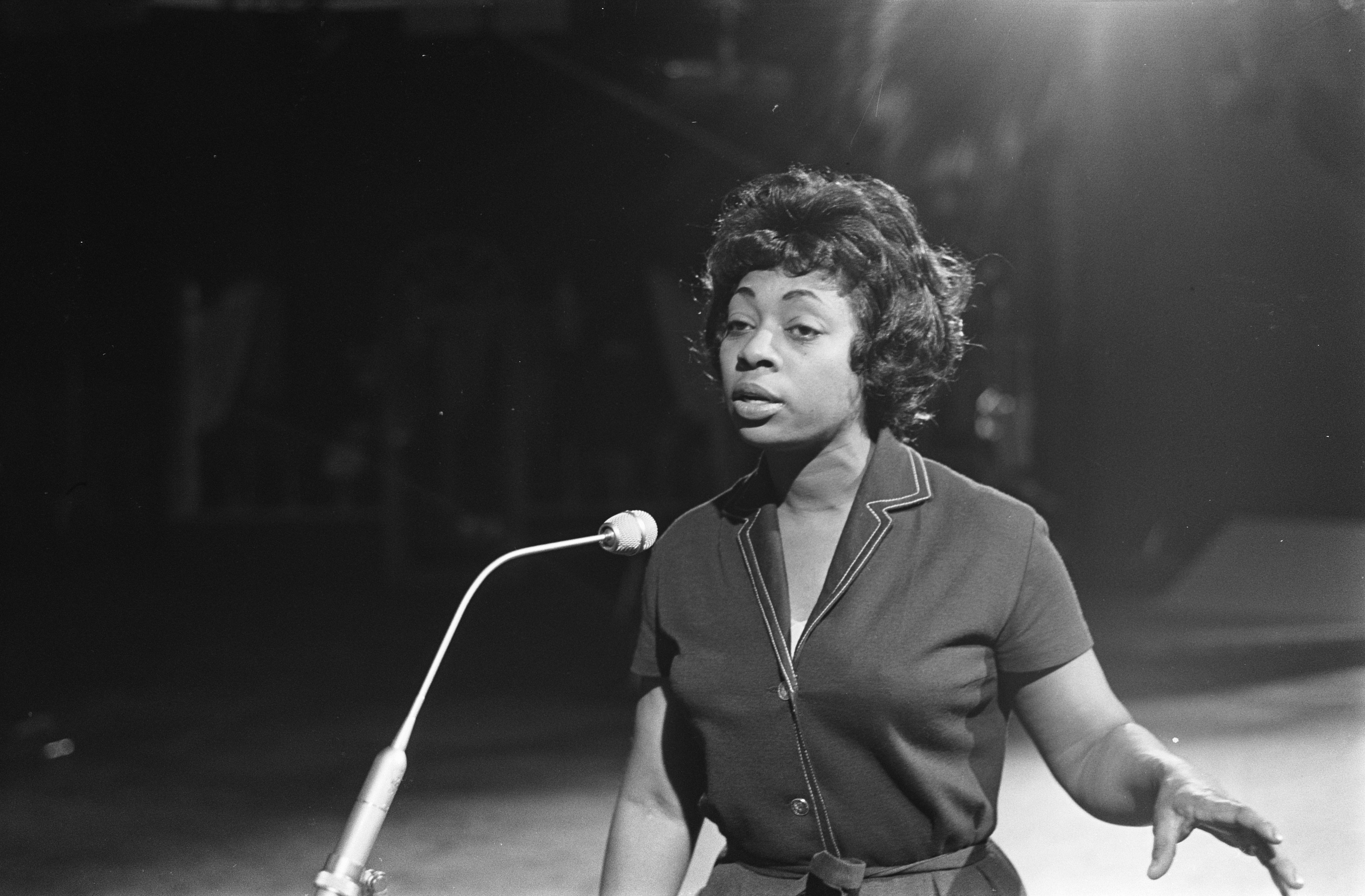
Донна Хайтауэр

- Овечкин, Алексей (37) — белорусский и латвийский балетный танцовщик[180].
- Козера, Беатрис (Беа Франко) — литературный прототип Терри из романа Джека Керуака «В дороге»[181].
- Киктев, Виктор Алексеевич (77) — советский футболист, вратарь СКА (Ростов-на-Дону)[182].
- Ковач, Мирко (74) — югославский, хорватский, черногорский и сербский писатель, эссеист, сценарист, лауреат премии журнала НИН (1978), премии Гердера (1995), премии Виленицы (2003)[183].
- Макмиллан, Стефани (71) — американский художник-декоратор, лауреат премии «Оскар» (1997) («Английский пациент»)[184].
- Мурто, Матти (64) — финский хоккеист (ХИФК), участник Олимпийских игр (1972, 1976) и чемпионатов мира[185].
- Мусаид ибн Абдул-Азиз Аль Сауд (90) — саудовский принц, старший брат короля Абдаллы[186].
- Рахматов, Диас Нигматович (76) — узбекский актёр, заслуженный артист Узбекистана[187].
- Субби, Олев (83) — эстонский живописец[188].
- Уолтон, Седар (79) — американский джазовый пианист[189].
- Хайтауэр, Донна (86) — американская певица[190].
- Хатеф, Абдул Рахим (88) — афганский государственный деятель, Президент Афганистана (1992)[191].
- Янг, Ли Томпсон (29) — американский актёр[192].

## 20 августа
- Адамян, Армен (46) — армянский певец; инфаркт миокарда[193].
- Балахсан, Габриэль (37) — израильский рок-музыкант[194].
- Дабхолкар, Нарендра (71) — индийский врач, редактор журнала «Садхана», основатель «Комитета за искоренение слепой веры», добивавшийся принятия закона запрещающего деятельность чёрных магов и распространение суеверий; убит[195].
- Ивах, Александр Фёдорович (65) — российский авиаконструктор, Генеральный конструктор Объединённой двигателестроительной корпорации[196].
- Изотова, Кира Владимировна (82) — российская оперная певица, педагог, заслуженная артистка РСФСР[197].
- Катлапс, Улвис (45) — советский и латвийский хоккеист («Динамо» Рига), вице-чемпион СССР (1988)[198].
- Леонард, Элмор (87) — американский писатель и сценарист[199].
- Макпартленд, Мэриан (95) — британская джазовая пианистка и композитор, лауреат премии «Грэмми» (2004)[200].
- Нойч, Эрик (82) — немецкий писатель[201].
- Ольхина, Нина Алексеевна (87) — актриса Санкт-Петербургского Большого драматического театра, заслуженная артистка РСФСР[202].
- Петельская, Эва (92) — польский режиссёр и сценаристка («Коперник») Серебряная премия VIII Московского кинофестиваля[203].
- Поллок, Чарльз (83) — американский дизайнер, автор дизайна современного офисного кресла, погиб при пожаре[204].
- Пост, Тед (95) — американский режиссёр («Вздёрни их повыше», «Под планетой обезьян», «Высшая сила»)[205].
- Редл, Михай (77) — румынский гандболист, двукратный чемпион мира (1961, 1964)[206].
- Шейхов, Бамматхан (48 или 49) — один из лидеров вооружённого подполья республики Дагестан; убит[207].
- Штефэнеску, Костикэ (62) — румынский футболист («Университатя» Крайова), трёхкратный чемпион Румынии; самоубийство[208].

## 21 августа

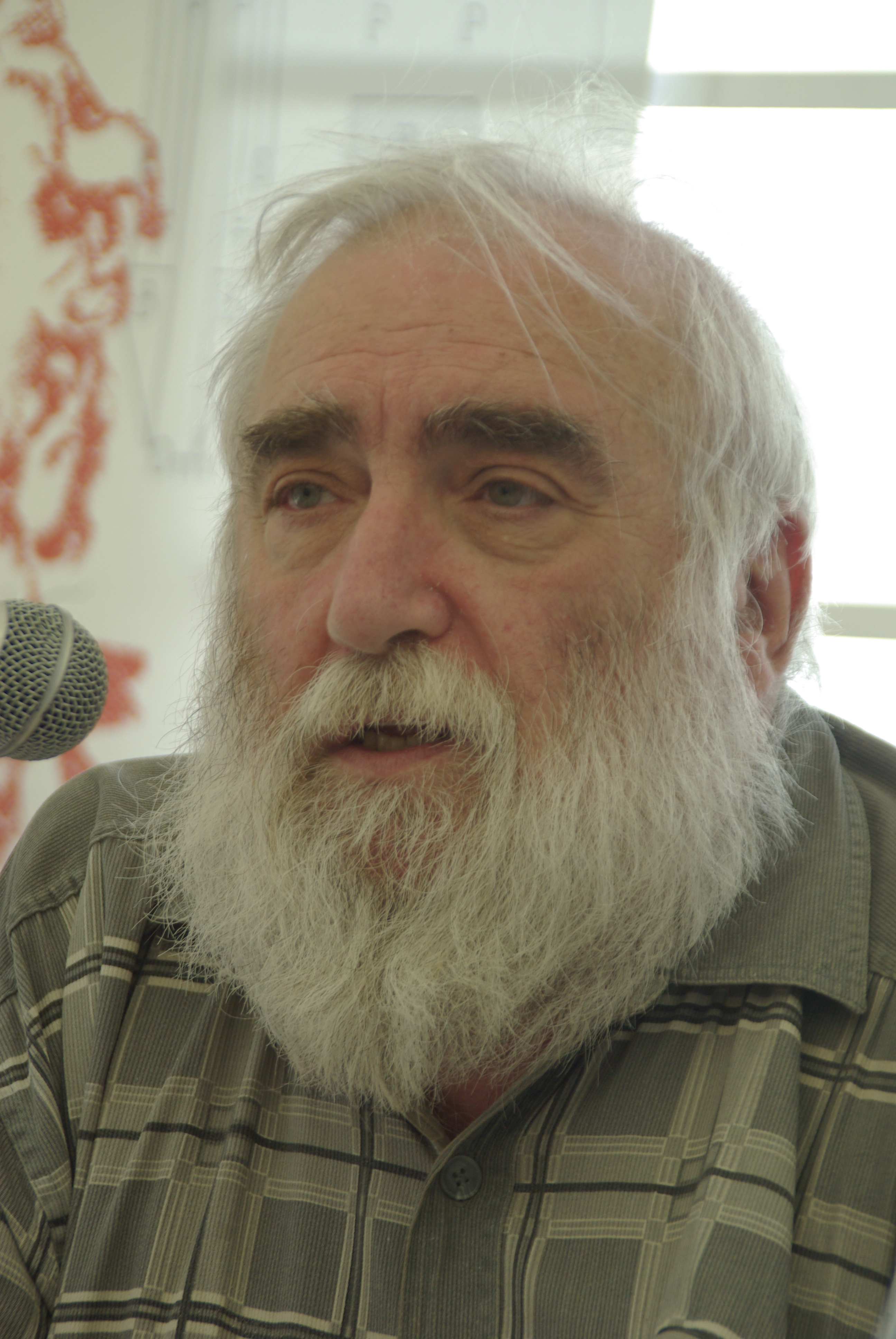
Виктор Топоров

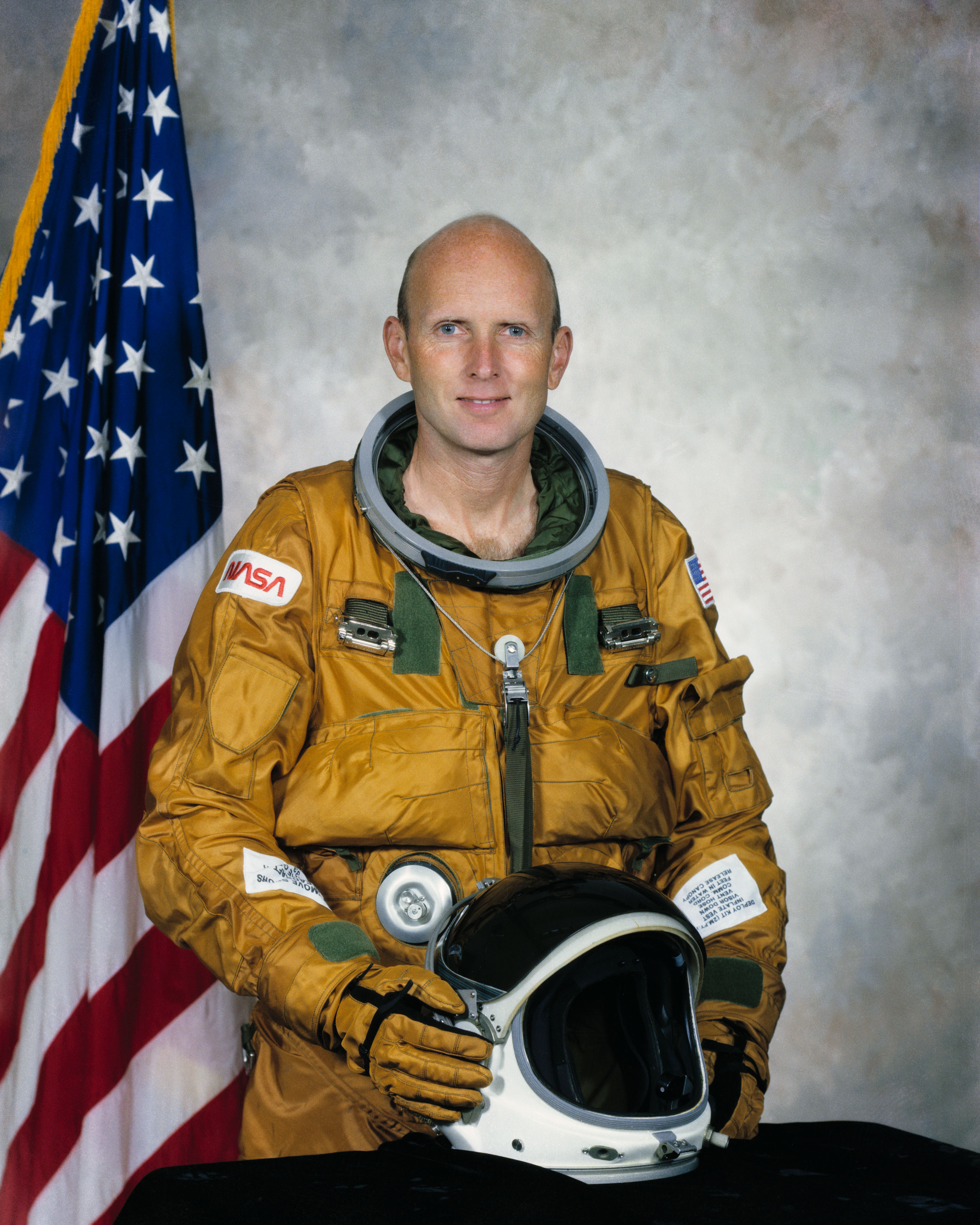
Чарлз Фуллертон

- Аузиньш, Имант (75) — латвийский поэт, переводчик и литературный критик[209].
- Бёрнетт, Веллингтон (82) — американский хоккеист, серебряный призёр зимних Олимпийских игр 1956 года в Кортина-д’Ампеццо[210].
- Бернстайн, Сид (95) — американский музыкальный продюсер и промоутер[211].
- Зернов, Алексей Борисович (49) — российский сценарист и режиссёр[212].
- Кардосо, Родольфо (75) — филиппинский шахматист, международный мастер (1957)[213].
- Мартин, Фред (84) — шотландский футболист, вратарь («Абердин»), участник чемпионата мира по футболу 1954[214].
- Нкала, Энос (81) — зимбабвийский политик, министр финансов (1980—1983), министр обороны (1985—1988)[215].
- Степеренков, Владимир Егорович (55) — мэр города Чехова (2005—2013)[216].
- Топоров, Виктор Леонидович (67) — литературный критик, публицист и переводчик, один из организаторов премии «Национальный бестселлер»[217].
- Фуллертон, Чарлз Гордон (76) — американский астронавт, совершивший два космических полёта: (участник STS-3, командир STS-51F)[218].

## 22 августа

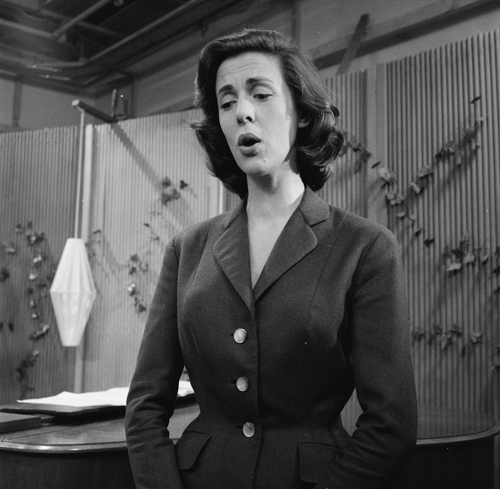
Йетти Парл

- Кмент, Петр (71) — чешский борец, бронзовый призёр летних Олимпийских игр 1968 года в Мехико, чемпион Европы по борьбе 1968 года[219].
- Парл, Йетти (92) — нидерландская певица[220].
- Уоинг, Питер — министр обороны независимого государства Папуа — Новая Гвинея; убит[221].
- Фудзи, Кейко (62) — японская певица; самоубийство[222].
- Челышев, Михаил Юрьевич (40) — профессор, заведующий кафедрой гражданского и предпринимательского права Казанского федерального университета; отравление углекислым газом[223]

## 23 августа

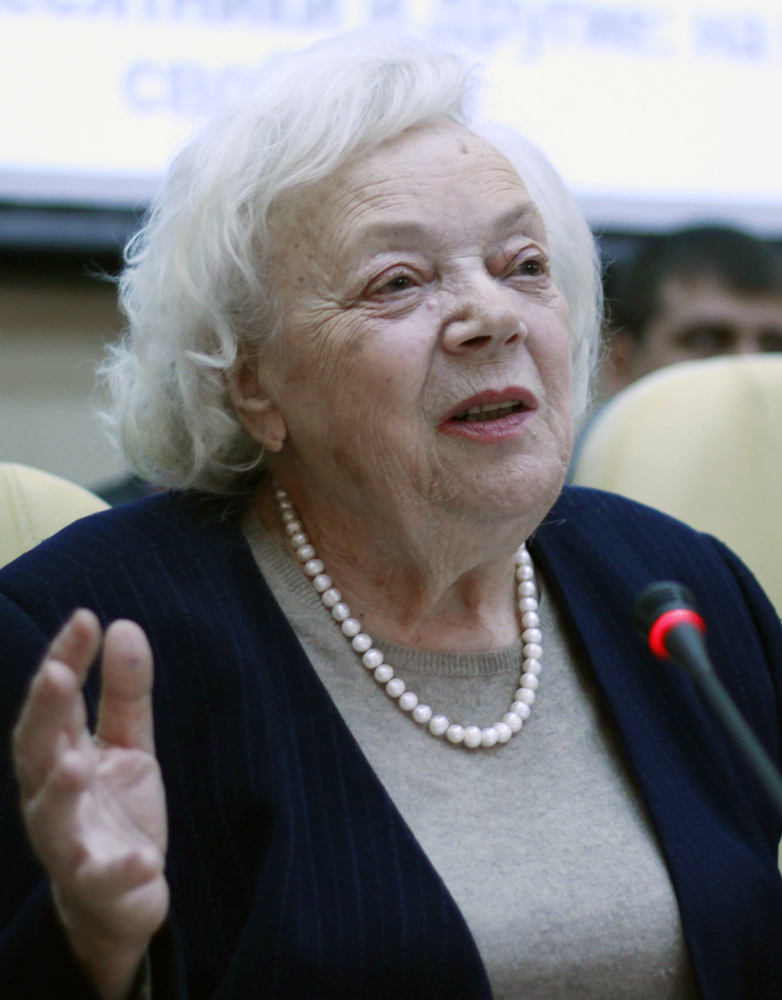
Татьяна Заславская

- Векилов, Джаваншир Мехдихан оглы (61) — генеральный консул Азербайджана в Тебризе (2004—2005), преподаватель Академии государственного управления при президенте Азербайджана, племянник поэта Самеда Вургуна; утонул в море[224].
- Глассер, Уильям (88) — американский психолог, создатель и лидер школы психологического консультирования[225].
- Заславская, Татьяна Ивановна (85) — российский социолог, экономист и политолог, академик РАН, доктор экономических наук[226].
- Калинин, Андрей (35) — заместитель председателя Союза православной молодёжи Украины; убит[227].
- ЛаКаз, Джон (42) — американский барабанщик («Eyehategod»)[228].
- Лисэнби, Чарльз (89) — американский художник-постановщик, трёхкратный лауреат премии «Эмми»[229].
- Мейстон, Джон (78) — хранитель самого длительного в истории эксперимента: опыта с капающим пеком, лауреат Шнобелевской премии (2005)[230].
- Меминджер, Дин (65) — американский баскетболист, чемпион НБА 1973 года в составе «Нью-Йорк Никс»[231].
- Рожич, Весна (26) — словенская шахматистка, международный мастер среди женщин (2006); рак[232].
- Сапетный, Юрий Анатольевич (72) — украинский хоккеист и тренер, заслуженный тренер Украины[233].
- Тейлор, Гилберт (99) — британский кинооператор («Звёздные войны. Эпизод IV: Новая надежда»)[234].
- Филиппов, Василий Анатольевич (58) — советский и российский поэт, лауреат премии Андрея Белого (2001); умер в психиатрической больнице (о смерти стало известно в этот день)[235].
- Юсов, Вадим Иванович (84) — советский и российский кинооператор и сценарист, народный артист РСФСР, лауреат Государственной премии СССР; инфаркт миокарда[236].

## 24 августа

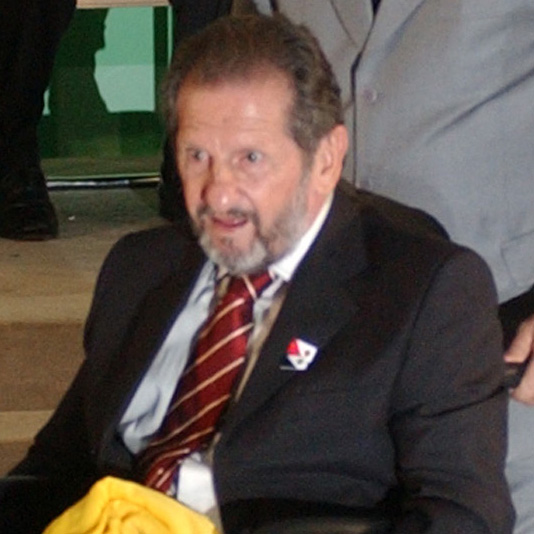
Ньютон де Сорди

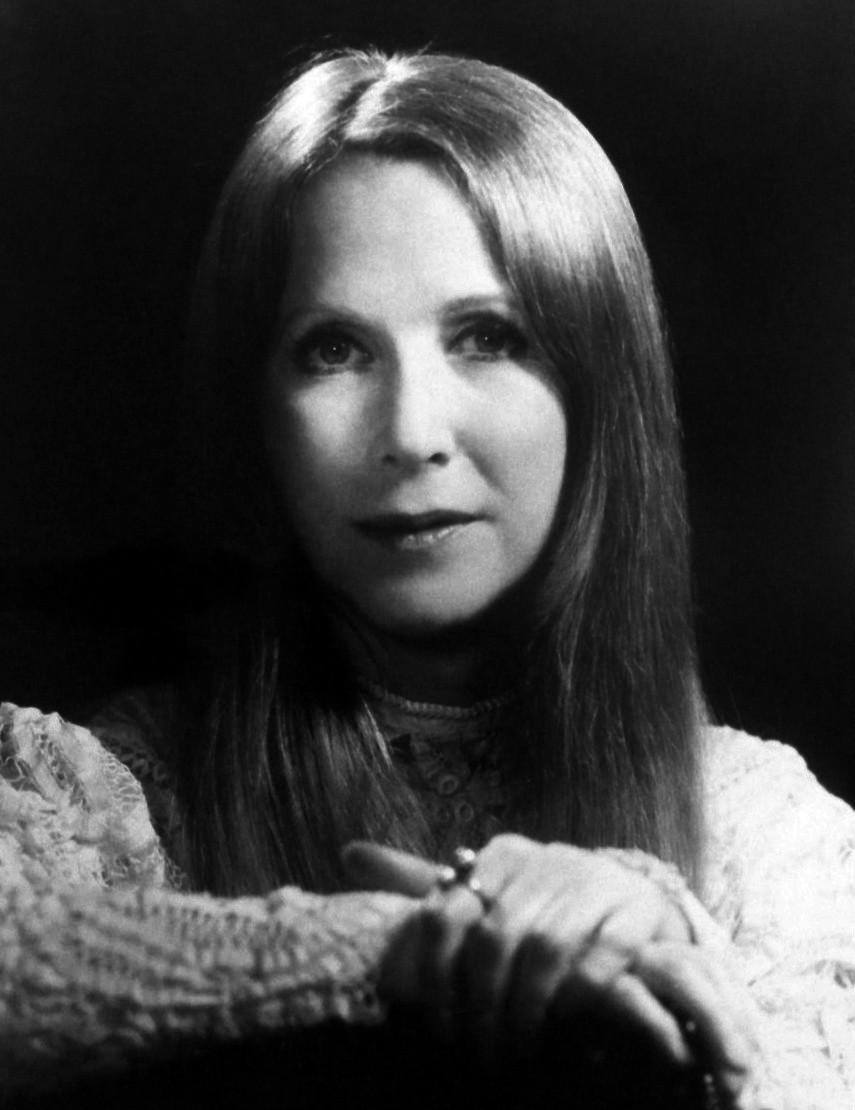
Джули Харрис

- Бейкер, Джерри (75) — американский футболист («Манчестер Сити», «Ипсвич Таун»)[237].
- Высоцкий, Анатолий Емельянович (88) — председатель исполкома Томского областного Совета народных депутатов (1980—1989)[238].
- Доннер, Александр Борисович (65) — российский гандболист и тренер, тренер португальских клубов и сборной Португалии по гандболу (1996—2000)[239].
- Кармен, Александр Романович (72) — журналист-международник, латиноамериканист, сын советского кинооператора Романа Кармена[240].
- Кангай, Кумбирай (75) — зимбабвийский политик, член политбюро ЗАНУ-ПФ, министр сельского хозяйства и труда в 1980-х годах[241].
- Ньютон де Сорди (82) — бразильский футболист («Сан-Паулу»), чемпион мира 1958[242].
- Харрис, Джули (87) — американская актриса, номинантка на премии «Оскар» и BAFTA («К востоку от рая», «Призрак дома на холме»)[243].

## 25 августа

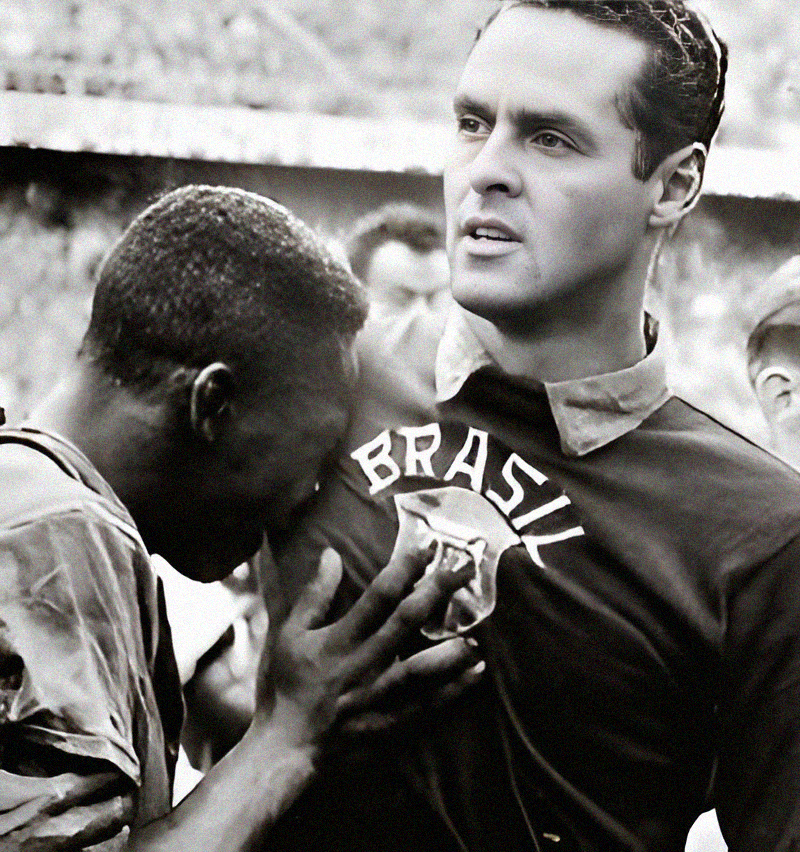
Жилмар

- Абдулла, Абдул Самад (67) — министр иностранных дел Мальдивской Республики (2012—2013)[244].
- Боржес, Антониу (63) — португальский экономист, директор Европейского департамента МВФ (2010—2011)[245].
- Жилмар (83) — бразильский футбольный вратарь, двукратный чемпион мира (1958, 1962)[246].
- Лю Фучжи (96) — китайский государственный деятель, министр юстиции (1982—1983), министр общественной безопасности (1983—1985), генеральный прокурор (1988—1993)[247].
- Мендиондо, Педро Гомес (68) — кубинский военный деятель, командующий силами ПВО и ВВС Кубы (2000—2013), ДТП[248].
- Наим, Анас Абдуль-Разак (?) — губернатор провинции Хама (Сирия); погиб в результате теракта[249].
- Петров, Юрий Владимирович (83) — советский и российский хоровой дирижёр, народный артист РСФСР (1978)[250].
- Раманаускайте, Ядвига (93) — литовская актриса театра и кино[251].
- Толмачёва, Лилия Михайловна (81) — советская и российская актриса театра «Современник» и кино, режиссёр, народная артистка РСФСР (1981)[252].
- Фель, Мирон Иосифович (85) — врач-психиатр, председатель совета старейшин ассоциации «Азербайджан-Израиль», муж азербайджанского композитора Эльмиры Назировой[253].
- Хаттори, Акио (84) — японский математик, доказавший теорему Хаттори-Стронга[254].

## 26 августа
- Барков, Дмитрий Иванович (73) — актёр театра имени Ленсовета, народный артист РСФСР (1984)[255].
- Гиллиган, Джон (92) — американский политик, губернатор Огайо (1971—1975)[256].
- Журавский, Александр Ефимович (56) — актёр, музыкант и телеведущий[257].
- Кашкуревич, Арлен Михайлович (83) — белорусский художник, народный художник Беларуси[258].
- Мерфи, Джерард (57) — британский актёр[259].
- Фрог, Уильям (91) — американский сценарист и продюсер, лауреат премии «Эмми»[260].
- Хяннинен, Кауко (83) — финский гребец, бронзовый призёр летних Олимпийских игр 1956 года в Мельбурне[261].

## 27 августа
- Боголюбская, Марианна Сергеевна (94) — солистка балета Большого театра, заслуженная артистка России[262].
- Жансем, Жан (93) — французский художник армянского происхождения[263].
- Котиев, Ахмед Макшарипович (52) — секретарь Совета безопасности Республики Ингушетия (2011—2013); скончался в больнице от огнестрельных ран[264].
- Лоев, Моисей Львович (Мойше Лоев, 96) — актёр и режиссёр Украинских государственных еврейских театров (ГОСЕТ) в Харькове, Киеве и Черновцах, писатель[265].
- Мельников, Владимир Ильич (60) — российский государственный деятель, представитель Администрации Читинской области в Совете Федерации (2001—2010)[266].
- Оноприенко, Анатолий Юрьевич (54) — украинский серийный убийца[267].
- Смит, Люси (78) — норвежский академик, ректор Университета Осло (1993—1998)[268].
- Трухильо, Хулия (81) — испанская актриса[269].
- Фуллер, Максвелл (68) — австралийский шахматист.
- Ярилин, Александр Александрович (72) — российский иммунолог, заведующий лабораторией дифференцировки лимфоцитов Института иммунологии, профессор кафедры иммунологии биологического факультета МГУ им. М. В. Ломоносова[270].

## 28 августа
- Асланис, Михалис (65) — греческий модельер; самоубийство[271].
- Беллани, Джон (71) — шотландский художник[272].
- Георгиев, Веселин Иванов (77) — болгарский писатель, проживал в России[273].
- Гершенц, Мюррей (91) — американский актёр («Мальчишник в Вегасе», «Доктор Хаус» и др.)[274].
- Дьетваи, Ласло (94) — венгерский футболист («Ференцварош»)[275].
- Немков, Николай Николаевич (39) — глава города Бузулук (2010—2013)[276].

## 29 августа
- Гольдферд, Софья Александровна (85) — социолог, журналист и общественный деятель[277].
- Морган, Клифф (83) — регбист, капитан сборной Уэльса, спортивный комментатор[278].
- Мазомбве, Медардо Джозеф (81) — замбийский кардинал[279].
- Мюррей, Брюс (81) — американский специалист в области космических исследований, директор Лаборатории реактивного движения (1976—1982)[280].
- Саруски, Хайме (82) — кубинский писатель и публицист[281].

## 30 августа

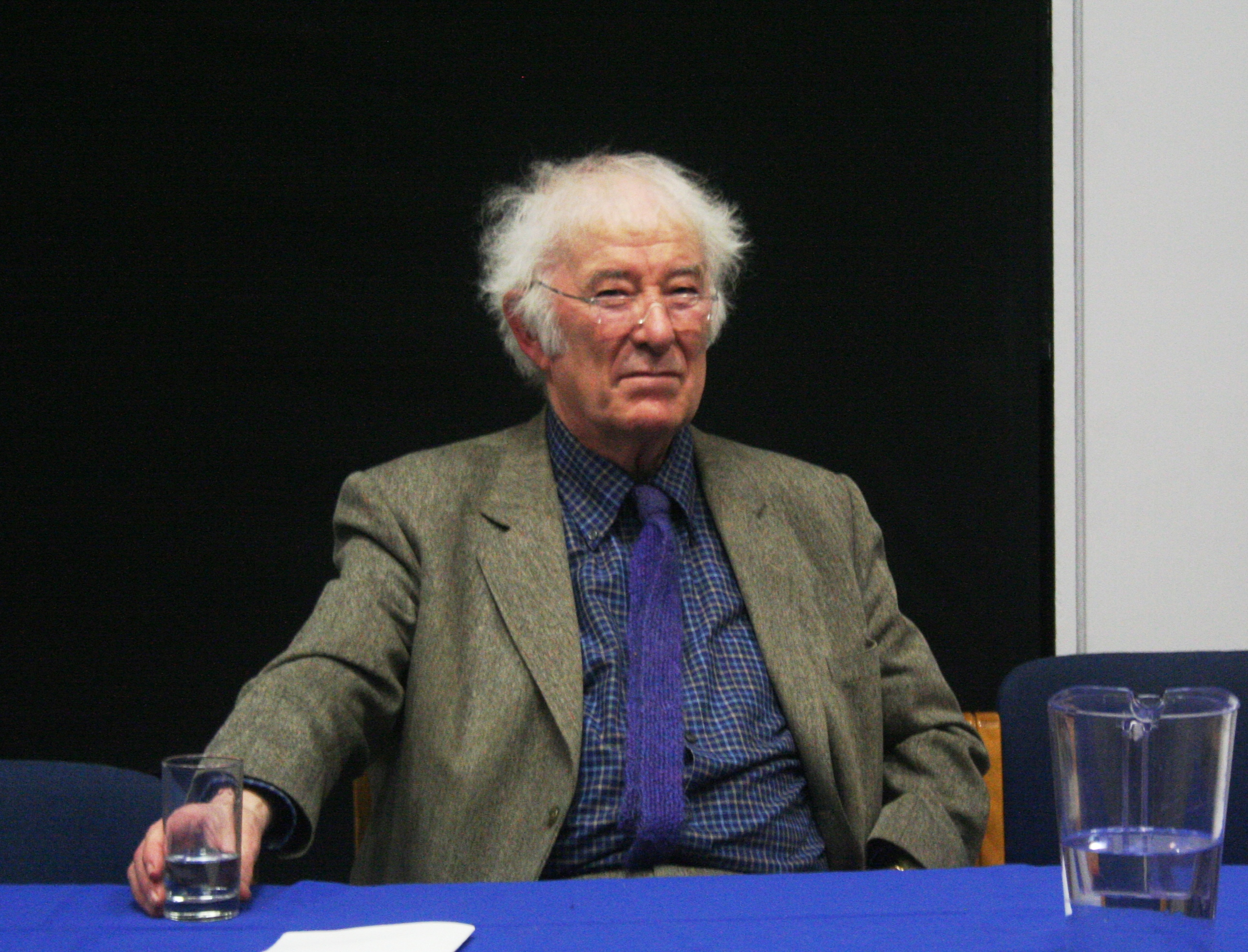
Шеймас Хини

- Готтхелф, Аллан (71) — американский философ[282]
- Мансури, Лотфи (84) — генеральный директор Канадской оперы (1976—1988), генеральный директор Сан-Францисской оперы (1988—2001)[283].
- Севастьянов, Борис Александрович (89) — советский математик, член-корреспондент РАН (1984)[284].
- Хини, Шеймас (74) — ирландский поэт, переводчик, эссеист и преподаватель, лауреат Нобелевской премии по литературе (1995)[285].
- Штубов, Валентин Николаевич (67) — российский поэт[286].

## 31 августа

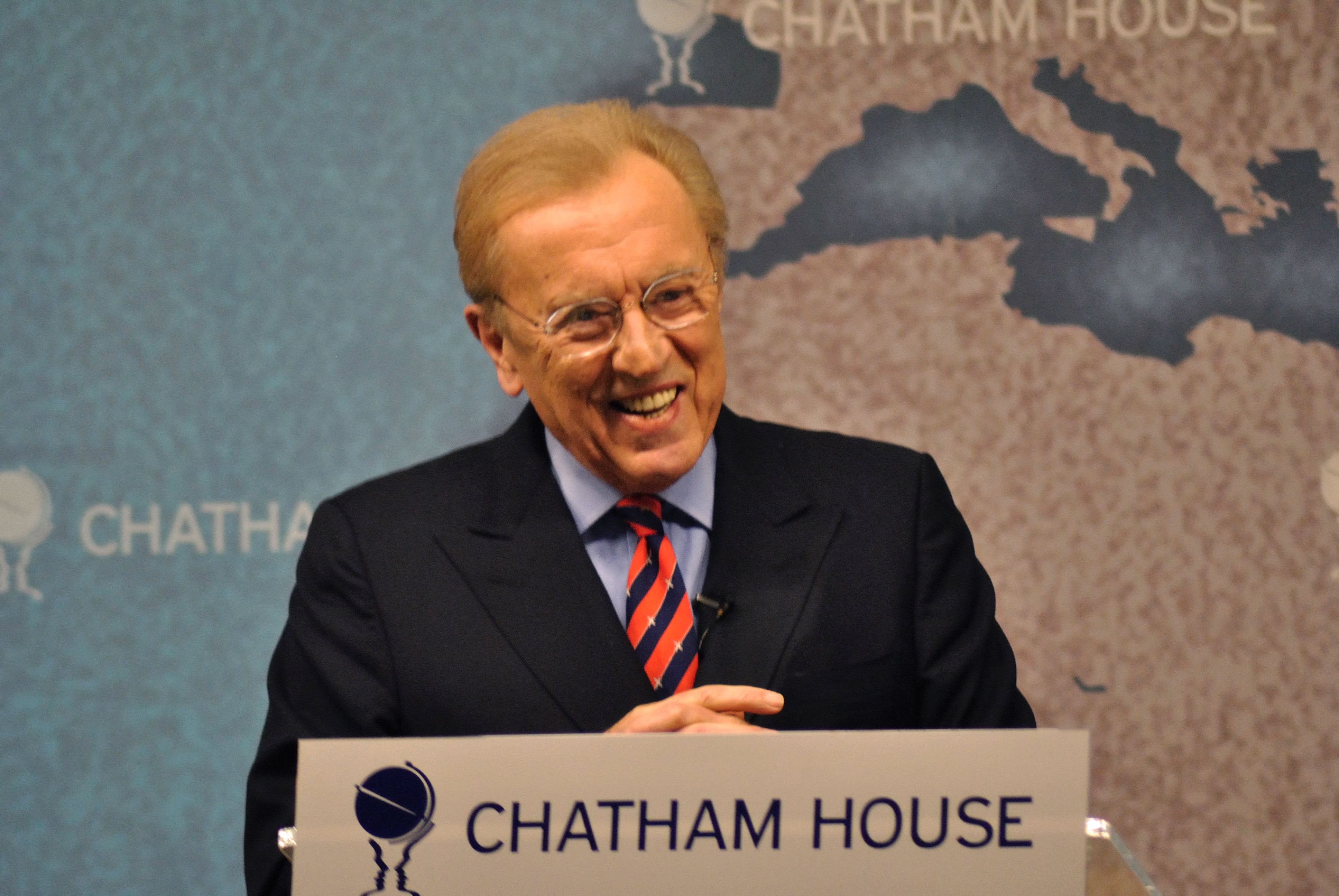
Дэвид Фрост

- Ивановский, Георгий Васильевич (93) — советский комсомольский, партийный деятель, организатор культуры.
- Заболотская (Попадин), Ольга Петровна (89) — последняя остававшаяся в живых участница «процесса пятидесяти девяти»[287].
- Леонов, Анатолий Алексеевич (80) — председатель Астраханского горисполкома (1985—1990)[288].
- Стрнискова, Вера (83) — словацкая актриса[289][290].
- Фрост, Дэвид (74) — британский журналист и телеведущий, автор серии интервью с президентом США Ричардом Никсоном, в котором тот признался, что виновен в Уотергейтском скандале; сердечный приступ[291].